# Плюснин, Сергей Сергеевич
Плюснин Сергей Сергеевич (2 февраля 1978, Пермь) — российский оперный певец (баритон), приглашённый солист Большого театра.

## Биография
Родился в Перми и очень рано потерял обоих родителей, окончил актёрское отделение по специальности актёр театра и кино. Музыкальное образование получал в Астраханской государственной консерватории по специальности сольное академическое пение, камерное пение, преподаватель вокального искусства (класс Тарасовой Н. К.). В 2010 году окончил аспирантуру Московской государственной консерватории им. П. И. Чайковского (класс А. А. Лошака).
В 2000—2003 годах — солист Астраханского государственного музыкального театра. Выступал с концертами в Большом зале Саратовской государственной консерватории, Астраханской консерватории.
В 2005—2008 годах обучался в Центре оперного пения Галины Вишневской, где участвовал в постановках опер: П. Чайковский «Иоланта» (Роберт), Ж. Бизе «Кармен» (Данкайро, Моралес), Ш. Гуно «Фауст» (Валентин), П. Чайковский «Евгений Онегин» (Онегин), Дж. Верди «Риголетто» (Марулло), принимал участие в камерных концертах.
В качестве солиста Центра участвовал в фестивале «Майские оперные вечера» в Скопье (Республика Македония), I Всероссийском фестивале «Панорама музыкальных театров» в Омске, Фестивале русской культуры в Южной Африке, фестивале «Новое передвижничество»; в гастролях Центра оперного пения в Санкт-Петербурге, Грузии, Азербайджане.
Дипломант I Международного конкурса баритонов им. П. Лисициана (Москва, 2008).
В 2008 году был удостоен III премии на Конкурсе-фестивале им. Надежды Обуховой.
В 2008 году по приглашению Пласидо Доминго участвовал в конкурсе «Оperalia» в Канаде, принимал участие в Фестивале памяти М. Ростроповича в Кольмаре (Франция), в концертах солистов Центра Галины Вишневской в Кеннеди-центре (Вашингтон), в Берлине, на фестивале «Le Voci della Citta» в Милане.
С 2009 года — приглашённый солист Государственного академического Большого театра России (партии Роберта в опере П. Чайковского «Иоланта», Данкайро в опере Ж. Бизе «Кармен»).
В 2009 году концертировал в ЮАР в рамках Фестиваля Русского искусства.
В марте 2011 года в рамках Года Италии — России участвовал в Гала-концерте солистов Центра Вишневской в Ла Скала в Милане (зал Артуро Тосканини).
В мае 2011 года исполнил партию Щелкалова в опере М. Мусоргского «Борис Годунов» в Центре оперного пения Галины Вишневской.
Один из четырёх победителей Телевизионного конкурса певцов «Русские теноры» (2009), проводившегося в Лос-Анджелесе (США) телеканалом СТС в формате реалити-шоу.
Осенью 2011 года стал финалистом Телевизионного конкурса молодых оперных исполнителей «Большая Опера» на телеканале Культура
В октябре 2012 года стал обладателем I премии — Золотой медали II Международного конкурса вокалистов имени Муслима Магомаева.
В настоящее время с успехом выступает на различных сценических площадках России и за рубежом, участвует в оперных постановках.

## Репертуар
В репертуаре: Болконский (С. Прокофьев «Война и мир»), Жермон (Дж. Верди «Травиата»), Роберт (П.Чайковский «Иоланта»), Онегин (П.Чайковский «Евгений Онегин»), Валентин (Ш.Гуно «Фауст»), Сильвио (Р.Леонкавалло «Паяцы»), Елецкий (П.Чайковский «Пиковая дама»), Данкайро, Моралес (Ж.Бизе «Кармен»), Марулло (Дж. Верди «Риголетто»), камерные произведения русских и зарубежных композиторов.